# هليلج أجعد مجنح
هليلج أجعد مجنح (الاسم العلمي:Terminalia crispialata) هي نوع من النباتات يتبع جنس الهليلج من الفصيلة القمبريطية.